# Agnes O'Casey
Agnes Eustacia Kenig (Londres, 23 de diciembre de 1995), conocida profesionalmente como Agnes O'Casey, es una actriz británica. En televisión, es conocida por su papel en el drama de BBC One, Ridley Road (2021). Entre las películas en las que ha actuado se incluyen The Miracle Club y Lies We Tell (ambas de 2023). Fue nombrada Stars of Tomorrow que otorga la revista de cine británica, Screen International, en 2024.

## Biografía

### Infancia y estudios
Nacida en 1995 en el barrio londinense de Finsbury Park, Reino Unido, es la mayor de tres hijas de trabajadores del sector hotelero y minorista. Tiene ascendencia irlandesa y un cuarto de judía; el dramaturgo Sean O'Casey fue su bisabuelo y su abuelo paterno era de ascendencia judía lituana.
Tiene dislexia y asistió a una escuela Steiner. Su familia se mudó a Newton Abbot, en Devon, cuando ella tenía 11 años. Luego estudió historia del arte y literatura inglesa en la Universidad de Edimburgo durante un año antes de que la aceptaran en The Lir Academy en Dublín, donde se graduó con una licenciatura en Actuación en 2020.

### Carrera
Después de aparecer en el video musical de la canción «Holy Show» de Pillow Queens en 2020 y en la obra teatral La gaviota de Antón Chéjov en la Druid Theatre Company en 2021, hizo su debut televisivo en el drama de la BBC One ambientado en la década de 1960, Ridley Road, donde interpreta al personaje principal Vivien Epstein. A esto le siguió un papel secundario como Emilie en la adaptación de Starz de Dangerous Liaisons el año siguiente. Fue nominada a los premios IFTA (que concede la  Academia de Cine y Televisión de Irlanda) por ambas actuaciones en las categorías de actriz de reparto y actriz principal respectivamente.
En 2023 participó en la película de comedia dramática, The Miracle Club, dirigida por Thaddeus O'Sullivan, donde interpretó el papel de Dolly Hennessy. Ese mismo año tuvo un papel protagonista en la película, Lies We Tell, como Maud, una adaptación de la novela de misterio y suspenso «El tío Silas» del escritor irlandés Sheridan Le Fanu.
Al año siguiente interpretó el papel de Sarah Furlong en la película británica de drama histórico, Small Things Like These, dirigida por Tim Mielants y adaptada por Enda Walsh de la novela homónima de 2021 de Claire Keegan, y protagonizada por Cillian Murphy, también tuvo un papel secundario en la serie de Netflix de suspenso y espías, Palomas Negras.
En 2024 hizo su debut teatral en el reino Unido interpretando el papel de Liz Gold en la adaptación teatral de El espía que surgió del frío de John le Carré, adaptada por David Eldridge. Donde actuó junto a Rory Keenan y John Ramm. La producción se presentó en el Teatro Minerva del Festival Theatre de Chichester como parte de la temporada 2024. La producción estaba dirigida por Jeremy Herrin.

## Filmografía
| Año  | Título                  | Papel             | Notas                        | Ref.   |
| ---- | ----------------------- | ----------------- | ---------------------------- | ------ |
| 2021 | Ridley Road             | Vivien Epstein    | Papel principal; 4 episodios | [ 10 ] |
| 2022 | Dangerous Liaisons      | Emilie de Sevigny | 3 episodios                  | [ 11 ] |
| 2023 | El club de los milagros | Dolly Hennessy    | Película                     | [ 14 ] |
| 2023 | Lies We Tell            | Maud              | Película                     | [ 15 ] |
| 2024 | Small Things like These | Sarah Furlong     | Película                     | [ 17 ] |
| 2024 | Palomas Negras          | Dani              | 4 episodios                  | [ 5 ]  |
| 2024 | Wolf Hall               | Meg Douglas       | 3 episodios                  | [ 21 ] |
| —    | Longbourn               | Sarah             | Posproducción                |        |

### Vídeos musicales
| Año  | Artista       | Título    | Álbum      | Ref.   |
| ---- | ------------- | --------- | ---------- | ------ |
| 2020 | Pillow Queens | Holy Show | In Waiting | [ 22 ] |

## Teatro
| Año  | Título                       | Papel    | Teatro                      | Ref.   |
| ---- | ---------------------------- | -------- | --------------------------- | ------ |
| 2021 | La gaviota                   | Lily     | Druid Theatre Company       |        |
| 2024 | El espía que surgió del frío | Liz Gold | Chichester Festival Theatre | [ 20 ] |

## Premios y nominaciones
| Año  | Premio                   | Categoría                    | Obra             | Resultado | Ref.   |
| ---- | ------------------------ | ---------------------------- | ---------------- | --------- | ------ |
| 2024 | IFTA Film & Drama Awards | Actriz principal – película  | Lies We Tell     | Ganadora  | [ 13 ] |
| 2024 | IFTA Film & Drama Awards | Actriz de reparto – película | The Miracle Club | Nominada  | [ 13 ] |